# De Nooduitgang
De Nooduitgang was een publiek kunstwerk van Jan van Munster, dat zich van 1975 tot begin mei 2017 aan de Coolsingel in de Nederlandse stad Rotterdam bevond.

## Geschiedenis
Tijdens de Koude Oorlog, in 1975, werd onder het Rotterdamse hoofdpostkantoor een ondergrondse atoombunker gebouwd. Deze zou PTT-medewerkers moeten huisvesten, die moesten zorgen voor internationale communicatie bij een aanval door Rusland.
Kunstenaar Jan van Munster kreeg de opdracht om de ontluchtingsbuizen en het ontsnappingsluik, op het trottoir tussen het Rotterdamse stadhuis en postkantoor, te bedekken met een kunstwerk. Hij noemde het werk De Nooduitgang. Het bestond uit twee doosvormige betonnen blokken, met interne uitsparingen, voorzien van lichtstrepen.
Het kunstwerk werd niet goed onderhouden; er werd brand in gestookt, de lichtstroken werden vernield en vervangen door zwarte randen, het beton raakte steeds meer vervuild. Bij een herinrichting van de Coolsingel in 1993 veranderde het uitzicht van het kunstwerk zo sterk - de hoge fundering werd voorzien van goedkope klinkers - dat de kunstenaar er liever niet meer mee geassocieerd wou worden.

### Sloop

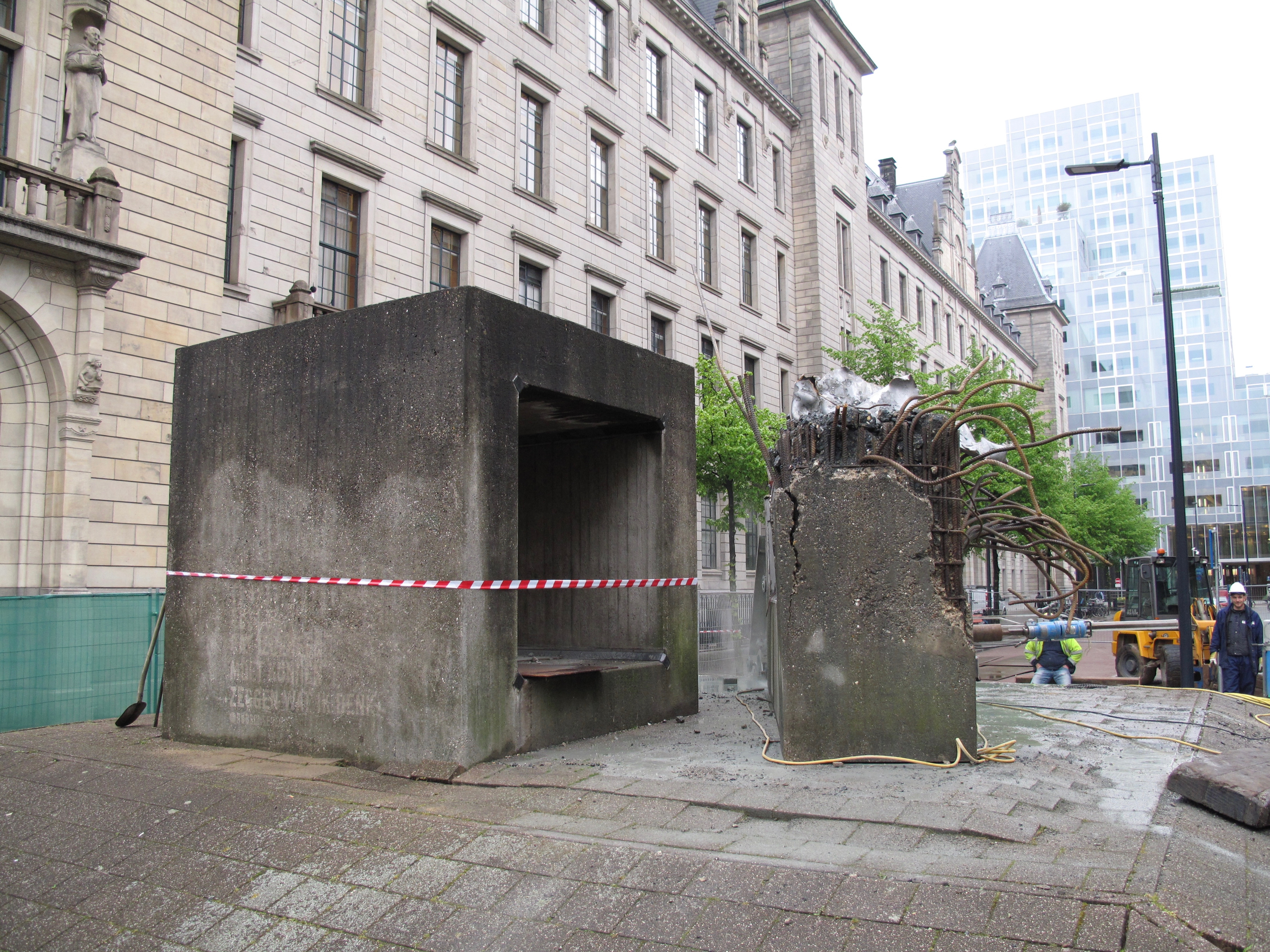
Afbraak, mei 2017

Vanaf 2015 werd gepland om het kunstwerk te verwijderen, onder andere naar aanleiding van mogelijke herbestemming van het postkantoor en een nieuwe heraanleg van de Coolsingel. Begin mei 2017 is het werk daadwerkelijk gesloopt in voorbereiding van de geplande huldiging van Feyenoord aan de Coolsingel op maandag 8 mei.